# Anières

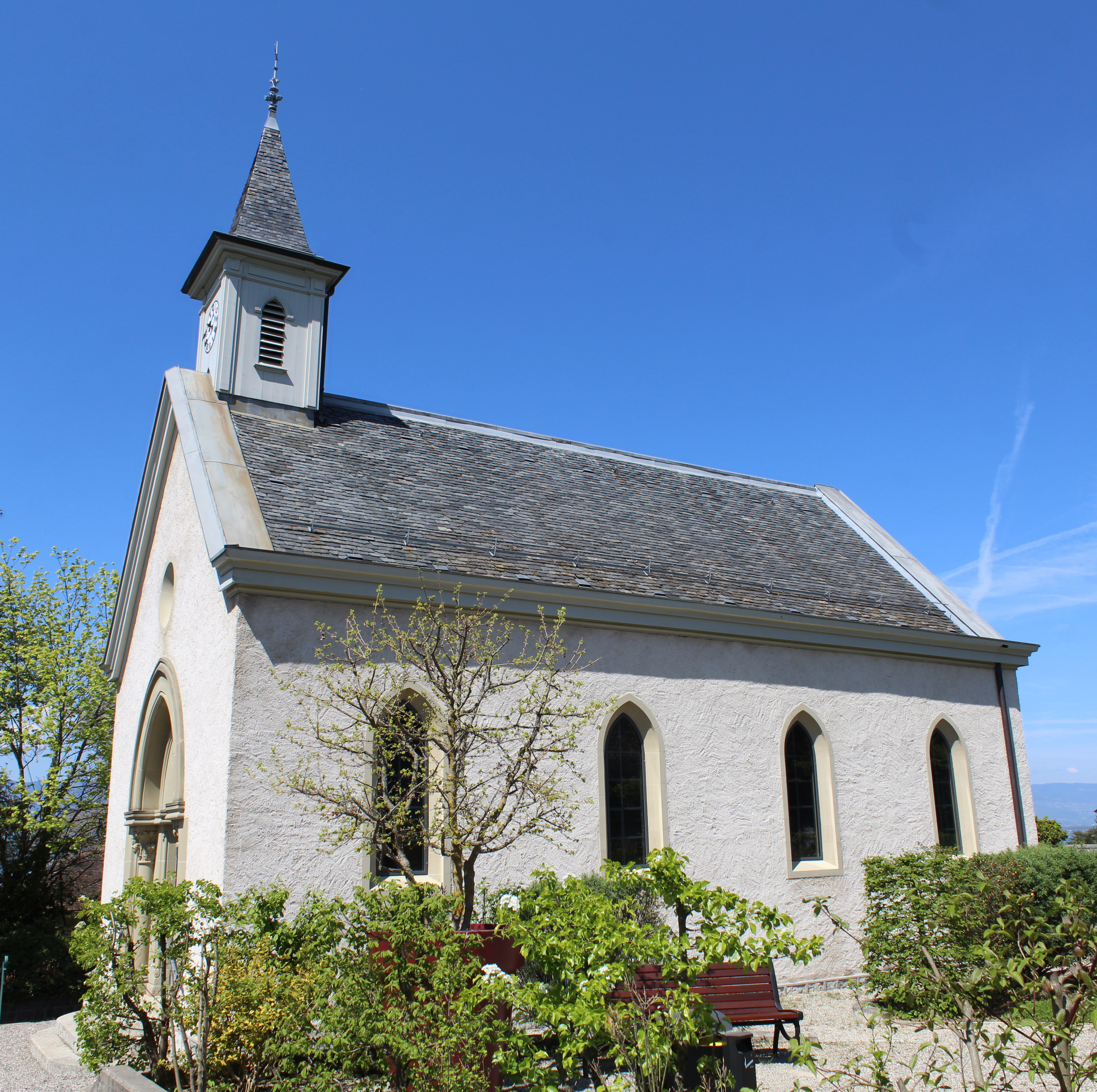
Chapelle Anières

Anières ist eine politische Gemeinde des Kantons Genf in der Schweiz.
Zur Gemeinde am südlichen Ufer des Genfersees gehören die Weiler Bassy und Chevrens.

## Geschichte
Am Genfersee existierte eine Pfahlbaustation. Die Siedlung ist 1179 als (Guillelmus) dasneres erwähnt. Vom 14. Jahrhundert bis zur Französischen Revolution gehörte die Gemeinde zur savoyischen Vogtei Chablais, unterbrochen durch die bernische Besatzung von 1536 bis 1564/1567. 1816 wurden Anières und Corsier zusammengefügt. Sie trennten sich jedoch 1858 auf Grund von Differenzen bei der Ausgabenpolitik wieder.

## Bevölkerung
| Bevölkerungsentwicklung | Bevölkerungsentwicklung | Bevölkerungsentwicklung | Bevölkerungsentwicklung | Bevölkerungsentwicklung | Bevölkerungsentwicklung | Bevölkerungsentwicklung | Bevölkerungsentwicklung | Bevölkerungsentwicklung | Bevölkerungsentwicklung | Bevölkerungsentwicklung | Bevölkerungsentwicklung | Bevölkerungsentwicklung |
| ----------------------- | ----------------------- | ----------------------- | ----------------------- | ----------------------- | ----------------------- | ----------------------- | ----------------------- | ----------------------- | ----------------------- | ----------------------- | ----------------------- | ----------------------- |
| Jahr                    | 1860                    | 1900                    | 1930                    | 1950                    | 1990                    | 2000                    | 2010                    | 2012                    | 2014                    | 2015                    | 2016                    | 2017                    |
| Einwohner               | 315                     | 508                     | 374                     | 491                     | 1446                    | 2031                    | 2327                    | 2265                    | 2398                    | 2426                    | 2495                    | 2557                    |